# 3890 Bunin
A 3890 Bunin (ideiglenes jelöléssel 1976 YU5) a Naprendszer kisbolygóövében található aszteroida. Ljudmila Ivanovna Csernih fedezte fel 1976. december 18-án.